# Ulica Archidiakońska w Lublinie
Ulica Archidiakońska – ulica w Lublinie. Ulica z jednej strony otwiera się na plac Po Farze a z drugiej na ulicę Złotą. Została wytyczona wraz z innymi ulicami Starego Miasta. Do 1990 roku, w okresie PRL, nosiła nazwę Wincentego Pola.

## Historia nazwy
Swoją nazwę ulica zawdzięcza urzędowi archidiakona lubelskiego. W miejscu obecnego Domu Opieki im. Wiktorii Michelisowej stał niegdyś drewniany dom archidiakona.

## Historia ulicy

### Pierwsze osadnictwo
Najwcześniejsze fazy osadnictwa przy obecnej ulicy Archidiakońskiej można umiejscowić w neolicie. Wówczas cała północno-wschodnia część wzgórza staromiejskiego zamieszkana była przez przedstawicieli kultury pucharów lejkowatych. Przy Archidiakońskiej 6 znaleziono pozostałości jam zasobowych, gdzie przetrzymywane były zarówno zapasy żywności jak i gliniane naczynia.

### Od średniowiecza do XIX w.
Rozwój właściwego ośrodka grodowego, datowany od ok. VIII wieku n.e., przynosi nowe informacje odnośnie do ulicy. Istnienie grodu warownego na wzgórzu staromiejskim uwarunkowało późniejszy kształt ulicy Archidiakońskiej, ponieważ mniej więcej wzdłuż niej przebiegały niegdyś umocnienia grodowe. 
Pomimo likwidacji tego grodu zabudowa nie zniknęła całkowicie. Na północno-wschodniej części wzgórza oraz na obecnym Rynku już w XII wieku rozwijało się osadnictwo. O dalszym jego rozwoju przy obecnej ulicy Archidiakońskiej zadecydowało powstanie archidiakonatu lubelskiego, datowane na koniec XII wieku. Archidiakonowi została nadana ziemia od obecnego kościoła i klasztoru dominikanów po nieistniejący dziś kościół pw. Michała Archanioła. 
Dokładne określenie układu zabudowy mieszkalnej na tym terenie stwarza spore problemy aż do początków wieku XVI, kiedy to część domów, jeszcze drewnianych, pojawia się w źródłach pisanych. Wyjątek stanowią obiekty umiejscowione niegdyś w miejscu obecnych kamienic Archidiakońska 9 i 7. Na placu pod obecną Archidiakońską 7 stała na początku XV wieku szkoła, o której pierwsze wzmianki pojawiły się w 1406 roku. Natomiast przy Archidiakońskiej 9 znajdował się dom, którego istnienie potwierdza spór pomiędzy władzami miejskimi i kościelnymi z 1459 roku. Przy nim wznosiła się baszta, będąca fragmentem lubelskich murów obronnych, której ślady można znaleźć obecnie w zarysie kamienicy pod numerem 9. W drugiej połowie XVII wieku w miejscu obecnej kamienicy pod numerem 7 zbudowany został drewniany pałac archidiakona.
Pierwsza zabudowa była drewniana, część placów stała pusta. Wzmianki źródłowe o występowaniu częściowej chociażby zabudowy murowanej odnoszą się dopiero do przełomu XVI i XVII wieku.

### XIX wiek
Na początku XIX wieku własność kamienicy przy Archidiakońskiej 7 przeszła w ręce świeckich właścicieli. Wówczas na publicznej licytacji nabył go sędzia Ignacy Gruszecki.
Rozbicie własnościowe kamienic nie sprzyjało utrzymaniu ich w należytym stanie, co doprowadziło do stopniowego przechodzenia obiektów w stan ruiny. W wieku XIX prawie wszystkie kamienice zachodniej strony ulicy Archidiakońskiej zostały rozebrane. Teren po nich został przeznaczony na zabudowania gospodarcze i zakład „balneologiczno-zdrojowy” Karola Rozenberga.
Ponadto w połowie wieku XIX z panoramy Lublina zniknął kościół farny pw. Michała Archanioła, wznoszący się u wylotu ulicy Archidiakońskiej, co całkowicie zmieniło obraz interesującej nas części miasta.

### Współczesność
Obecny stan ulicy Archidiakońskiej ustalił się dopiero w początku wieku XX. Wówczas rozpoczęła się budowa schroniska, obecnego Domu Opieki im. Wiktorii Michelisowej, a także kamienicy Archidiakońska 4, będącej siedzibą Wojewódzkiego Urzędu Ochrony Zabytków w Lublinie.
W roku 2003 w kamienicy przy Archidiakońskiej 1 wybuchł pożar, co pogłębiło postępujący już stan zniszczenia.

## Wybrane budynki

### Archidiakońska 5
Kamienica powstała prawdopodobnie w XVI wieku. Pierwotnie należała do archidiakona lubelskiego – ks. Bartłomieja Sabinki i nazywana była Archidiakońską. W kamienicy przeprowadzane były przebudowy i remonty w latach: 1725, 1756, pod koniec XIX wieku i w 1954 roku – dlatego nie zachował się jej pierwotny charakter. Nazywana jest także „Małym Ratuszkiem”. Nazwa ta funkcjonuje od 1763 roku, kiedy do tego budynku przenosiły się władze miejskie w okresie trwania sesji Trybunału Koronnego. Herb Lublina nad wejściem przypomina jej historię. Sama nazwa „Mały Ratuszek” pojawiła się w źródłach w 1782 roku.
W posiadaniu władz miejskich obiekt znajdował się najpewniej już w połowie XVIII wieku, gdyż przez pewien czas funkcjonowała tam szkoła. Budynek jest najstarszym lokalem szkolnym Lublina.
Od 1786 roku była własnością Seweryna Krasiewicza. Pod koniec XIX wieku dobudowano tylny trakt. Na przełomie XIX i XX wieku obiekt stał się własnością Zalewskich.
Budynek przeznaczony był na potrzeby archiwum. W kamienicy Archidiakońska 5 mieściła się też drukarnia należąca do Wiktora Świetlickiego. Została wymieniona w informatorze województwa lubelskiego z 1925 roku.

### Archidiakońska 9
Przy Archidiakońskiej 9 mieści się Dom Mansjonarski. W połowie XIX wieku był zwany Starą Wikarią. Jest on budowlą o odległej metryce i bogatej historii. Stoi w linii nieistniejących murów obronnych, które opasywały miasto od strony zamku. W murach budynku tkwi baszta obronna, która, gdy stała się już niepotrzebna, została wchłonięta przez stawiany obok budynek. Na elewacji domu od strony Podwala widoczna jest część ceglanej ściany baszty z 2 połowy XIV wieku. Rozbudowa miała miejsce zapewne w trzeciej ćwierci XIX wieku po okresie zaniedbania, w jakim kamienica znalazła się po rozbiórce kościoła Św. Michała.

## ZKatalogu zabytków kulturowych miasta Lublina
1. Zespół domu (Archidiakońska 1)
  - a. dom nr 1a, murowany, 3 ćwierć XVIII wieku, przebudowany w latach 1841–1846
  - b. dom nr 1b, murowany, 1841–1846
  - c. oficyna, murowana
2. Dom (Archidiakońska 3) murowany, koniec XVI wieku, przebudowany w XVIII i XIX wieku, remont w latach 50. XX wieku
3. Dom (Archidiakońska 4) murowany, 1918, arch. Henryk Paprocki
4. Dom (Archidiakońska 5)
5. Zespół domu, ul. Archidiakońska 6
  - a. dom, murowany, pocz. XX wieku
  - b. oficyna nr 6a, murowana, ok. 1820 (na ruinach domu z 4 ćwierci XVII wieku), remont w latach 1981–1988, arch. Jadwiga Jamiołkowska
  - c. oficyna nr 6b, murowana, ok. 1827, nadbudowa w między XIX i XX wieku, remont w latach 1981–1984, arch. Kazimierz Kwiatkowski.
6. Dom (Archidiakońska 7) murowany.